# Americium(III)-fluorid
Americium(III)-fluorid ist ein Fluorid des künstlichen Elements und Actinoids Americium mit der Summenformel AmF3. In diesem Salz tritt Americium in der Oxidationsstufe +3 auf.

## Darstellung
Americium(III)-fluorid kann durch die Umsetzung einer wässrigen Americiumlösung mit Fluoridsalzen im schwach Sauren hergestellt werden.
{\displaystyle {\ce {Am^3+(aq) + 3 F^- (aq) -> AmF3 (s) v}}}
Im wasserfreien Zustand kann es ansonsten auch aus Americium(III)-hydroxid bei 600–750 °C in einem 1:1 Gasgemisch von HF/O2 hergestellt werden:
{\displaystyle {\ce {Am(OH)3 + 3 HF -> AmF3 + 3 H2O}}}

## Eigenschaften
Americium(III)-fluorid ist ein rosafarbener Feststoff, der bei 1393 °C schmilzt. Es kristallisiert in der Lanthanfluoridstruktur mit den Gitterparametern a = 704,4 pm und c = 722,5 pm. Hierbei ist jeder Americiumkern von neun Fluorkernen in einer verzerrten dreifach-überkappten trigonal-prismatischen Struktur umgeben.

## Verwendung
Metallisches Americium kann durch Reduktion aus Americium(III)-fluorid erhalten werden. Dieses wird hierzu in wasser- und sauerstofffreier Umgebung in Reaktionsapparaturen aus Tantal und Wolfram mit elementarem Barium zur Reaktion gebracht.
{\displaystyle {\ce {2 AmF3 + 3 Ba -> 2 Am + 3 BaF2}}}